# Thure Stenhed
Thure Gabriel Stenhed, född 31 mars 1915 i Husby-Sjutolfts socken, Uppsala län, död 16 november 1982 i Enköping, var en svensk banarbetare, målare och tecknare.
Han var son till lantbrukaren Johan Gabriel Andersson och Augusta Eleonora Sten och från 1962 gift med Karin Viola Lindecrantz. Stenhed studerade vid Deels konst och reklamskola i Stockholm 1935. Han medverkade i Nationalmuseums utställning Unga tecknare 1949 och i samlingsutställningar med olika konstföreningar.´Hans konst består av landskapsskildringar och porträttmotiv utförda i olja.